# Philipp II. (Hanau-Münzenberg)
Philipp II. von Hanau-Münzenberg (* 17. August 1501; † 28. März 1529) regierte die Grafschaft Hanau-Münzenberg ab 1512.

## Herkunft und Vormundschaft
Philipp II. von Hanau-Münzenberg wurde als Sohn des Grafen Reinhard IV. von Hanau-Münzenberg und Gräfin Katharina von Schwarzburg-Blankenburg geboren.
| Ahnentafel Graf Philipp II. von Hanau-Münzenberg | Ahnentafel Graf Philipp II. von Hanau-Münzenberg                                                            | Ahnentafel Graf Philipp II. von Hanau-Münzenberg                                                            | Ahnentafel Graf Philipp II. von Hanau-Münzenberg                                                            | Ahnentafel Graf Philipp II. von Hanau-Münzenberg                                                            | Ahnentafel Graf Philipp II. von Hanau-Münzenberg | Ahnentafel Graf Philipp II. von Hanau-Münzenberg |
| ------------------------------------------------ | --- | --- | --- | --- | ------------------------------------------------ | ------------------------------------------------ |
| Urgroßeltern                                     | Reinhard III. von Hanau (* 1412; † 1452) ⚭ Margarethe von Pfalz-Mosbach (* 1432; † 1457)                    | Johann IV. von Nassau-Dillenburg (* 1410; † 1475) ⚭ Marie von Loon-Heinsberg (* 1424; † 1502)               | Heinrich XXVI. von Schwarzburg-Blankenburg (* 1418; † 1488) ⚭ Elisabeth von Kleve (* 1420; † 1488)          | Bruno VIII. von Querfurt (* 1426; † 1496) ⚭ Elisabeth von Mansfeld († 1482)                                 |                                                  |                                                  |
| Großeltern                                       | Philipp I. von Hanau-Münzenberg (* 1449; † 1500) ⚭ Adriana von Nassau-Dillenburg (* 1449; † 1477)           | Philipp I. von Hanau-Münzenberg (* 1449; † 1500) ⚭ Adriana von Nassau-Dillenburg (* 1449; † 1477)           | Günther XXXVIII. von Schwarzburg-Blankenburg (* 1450; † 1484) ⚭ Katharina von Querfurt († 1521)             | Günther XXXVIII. von Schwarzburg-Blankenburg (* 1450; † 1484) ⚭ Katharina von Querfurt († 1521)             |                                                  |                                                  |
| Eltern                                           | Reinhard IV. von Hanau-Münzenberg (* 1473; † 1512) ⚭ Katharina von Schwarzburg-Blankenburg (* 1470; † 1514) | Reinhard IV. von Hanau-Münzenberg (* 1473; † 1512) ⚭ Katharina von Schwarzburg-Blankenburg (* 1470; † 1514) | Reinhard IV. von Hanau-Münzenberg (* 1473; † 1512) ⚭ Katharina von Schwarzburg-Blankenburg (* 1470; † 1514) | Reinhard IV. von Hanau-Münzenberg (* 1473; † 1512) ⚭ Katharina von Schwarzburg-Blankenburg (* 1470; † 1514) |                                                  |                                                  |
| Philipp II.                                      | | | | |                                                  |                                                  |

Zur Familie vgl. Hauptartikel: Hanau (Adelsgeschlecht)
Philipp II. von Hanau-Münzenberg war bei Antritt seiner Regierung erst 11 Jahre alt. Es war für ihn und seinen um sieben Jahre jüngeren Bruder Balthasar also eine Vormundschaft erforderlich. Eingerichtet wurde sie auf Antrag ihrer Mutter, die wiederum Rückendeckung bei Adeligen der Grafschaft eingeholt hatte, durch das Reichskammergericht und bestand von 1512 bis 1523. Vormünder für Philipp II. waren zunächst seine Mutter und sein Großonkel, Graf Johann V. von Nassau-Dillenburg. Als Gräfin Katharina 1514 starb, übte Johann V. bis zu seinem eigenen Tod 1516 die Vormundschaft alleine aus. Nach seinem Tod bestellte, auf eine formale Initiative des Mündels, das Reichskammergericht den Sohn des letztverstorbenen Vormunds, den Grafen Wilhelm I. von Nassau-Dillenburg, auf fünf Jahre, bis zum Jahr 1521, zum Vormund. Dann wurde offensichtlich eine vorzeitige Mündigkeitserklärung für den nun 20-jährigen Philipp II. durchgeführt.

## Regierung
Unter der vormundschaftlichen Regierung trat Hanau dem Wetterauischen Reichsgrafenkollegium bei.
In die Regierungszeit Philipps II. fällt der Beginn der Reformation, die aber zunächst noch kaum Auswirkung auf die Grafschaft hatte. Ebenfalls in diese Zeit fällt der Deutsche Bauernkrieg. Es scheint im Bereich der Grafschaft Hanau aber nur vereinzelt zu Unruhen gekommen zu sein. Der Konvent des Klosters Schlüchtern musste sich in den Schutz des Grafen begeben, nach unterschiedlichen Quellen entweder in Hanau oder in Steinau an der Straße, als aus Fulda rebellierende Bauern heranrückten. Auch in anderen Orten der Grafschaft, in Orb, Partenstein, Preungesheim, im Bornheimerberg und in Niederrodenbach, kam es zu Zwischenfällen. Das Kloster Wolfgang in der Bulau bei Hanau wurde dabei verwüstet.
1528 begann die Neubefestigung der Stadt Hanau, die ihren mittelalterlichen Mauerring so erweiterte, dass auch die inzwischen vor den alten Mauern entstandene Siedlung im Bereich der heutigen Hospitalstraße umwehrt wurde. Dabei wurde ein neues, von Albrecht Dürer theoretisch konzipiertes Befestigungssystem erstmals auch tatsächlich gebaut. Die Arbeiten dauerten nahezu 20 Jahre. Gleichzeitig wurde auch das Schloss in Hanau ausgebaut und neu befestigt, was bis etwa 1560 dauerte.
Dass es zwischen Philipp II. und seinem sieben Jahre jüngeren Bruder Balthasar zu keiner Auseinandersetzung darüber kam, ob die Primogenitur in der Grafschaft Hanau strikt zu befolgen und der jüngere nur zu apanagieren oder ob eine Landesteilung vorzunehmen sei, lag vor allem daran, dass, als die Vormundschaft das entsprechende Abkommen (die Entscheidung war zugunsten der Primogenitur gefallen) vorbereitete, weil Graf Balthasars zwanzigster Geburtstag nahte, Graf Philipp II. bereits im Sterben lag. Die entsprechende Urkunde ist für seine Siegelung vorbereitet, die aber wurde nicht mehr vollzogen. Dieser Vertragsentwurf bereitete aber nun ein juristisches Problem hinsichtlich der Übernahme der Vormundschaft für die Kinder Philipps II. durch ihren Onkel Balthasar, weil dieser darin eben erst seinen Verzicht auf die Grafschaft erklärt hatte. Das Problem wurde mit dem formalen Argument aus der Welt geschafft, dass Graf Philipp II. die Urkunde nicht mehr gesiegelt habe.

## Familie und Nachkommen

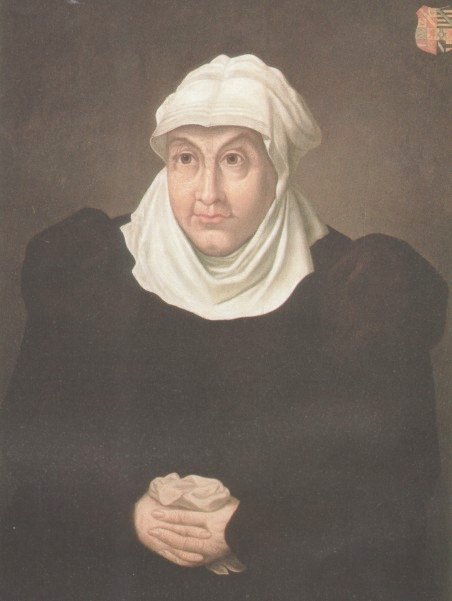
Juliana zu Stolberg

Graf Philipp II. von Hanau-Münzenberg heiratete am 27. Januar 1523 Gräfin Juliana zu Stolberg (* 15. Februar 1506; † 18. Juni 1580). Sie hatten fünf Kinder:
- Reinhard (* 10. April 1524; † 12. April 1525)
- Katharina (* 26. März 1525; † 20. August 1581), ⚭ Johann IV. von Wied-Runkel (* 1505/1510 in Altwied; † 15. Juni 1581 in Runkel). Aus dieser Ehe gingen hervor:
  - Hermann I. (* 1547/48; † 10. Dezember 1591), ⚭ 1543 Gräfin Walpurga von Bentheim-Steinfurt (* 24. Oktober 1555; † 9. April 1628)
  - Wilhelm IV.  (* 1560; † 13. September 1612 in Runkel), ⚭ 1. Februar 1582 Gräfin Johanna Sibylla von Hanau-Lichtenberg (* 6. Juni 1564; † 24. März 1636), folgte seinem Vater 1581 in Runkel und Dierdorf, der so genannten „Obergrafschaft Wied“
  - Juliane (* 1545; † 13. Oktober 1606), ⚭ 1569 Pfalzgraf Reichard von Pfalz-Simmern, (* 25. Juli 1521; † 13. oder 14. Januar 1598)
  - Magdalena (* ca. 1545/51; † 13. Oktober 1606), ⚭ 1571 Graf Siegmund von Hardegg (* 1539; † 1599)
  - Anna (* 1554; † 1590), ⚭ Freiherr Johann Wilhelm von Rogendorf (* 4. Juli 1531; † 13. September 1590)
  - Katharina (* 27. Mai 1552; † 13. November 1584),  ⚭ 1572 Graf Philipp V. von Hanau-Lichtenberg (* 21. Februar 1541; † 2. Juni 1599)
  - Agnes († 1. Mai 1581), ⚭ 1573 Reichserbschenk Gottfried IV. von Limpurg-Speckfeld-Obersontheim (* 1547; † 16. Juni 1581)
- Philipp III. (* 30. November 1526; 14. November 1561), ⚭ 22. November 1551 Helena von Pfalz-Simmern  (* 13. Juni 1532; † 5. Februar 1579 auf Burg Schwarzenfels in Sinntal), regierte in der Grafschaft ab 1529. Sie hatten fünf Kinder:
  - Philipp Ludwig I. (* 21. November 1553; † 4. Februar 1580)
  - Dorothea (* 4. Februar 1556; † 5. September 1638)
  - Wilhelm Reinhard (* 28. September 1557 in Hanau; † 17. Februar 1558)
  - Johann Philipp (* 6. November 1559; † 22. April 1560)
  - Maria (* 20. Januar 1562; † 15. Februar 1605 in Frankfurt am Main)
- Reinhard (* 8. April 1528; † 11. Oktober 1554 in Béthune)
- Juliana (* 30. März 1529; † 8. Juli 1595)[1]
  - ⚭ I. 13. September 1548[2] Graf Thomas von Salm-Kyrburg, Wild- und Rheingraf in Kirburg (* 1529; † 1553[3]). Aus dieser Ehe gingen hervor:
    - Anna († 1578[4]), ⚭ 22. Oktober 1572 mit Wilhelm von Criechingen († 1587)
    - Juliane (* 1551; † 21. Januar 1607 in Püttlingen), ⚭ 12. Februar 1589 Ernst IV. Graf von Mansfeld-Hinterort (* 28. Juli 1561 in Rothenburg (Saale); † 7. April 1609 in Hergisdorf)
    - Maria Magdalena (* 1553; † 1554)

  - ⚭ II. 18. Januar 1567 den kaiserlichen Rat[5] Graf Hermann von Manderscheid-Blankenheim (* 4. August 1535; † 4. Januar 1604). Die Ehe blieb kinderlos.

## Tod
Graf Philipp II. von Hanau-Münzenberg starb am Ostertag des Jahres 1529, erst 28 Jahre alt, und hinterließ drei Kinder und seine hochschwangere Frau. Seine Beerdigung erfolgte bereits einen Tag später in der Marienkirche in Hanau, ohne allen Aufwand, um die Gräfin in ihrem Zustand zu schonen. Am Tag nach der Beerdigung ihres Mannes gebar sie die Tochter Juliana.
Die Grafen von Hanau-Münzenberg starben über einen Zeitraum von fast 200 Jahren in der Regel in ihrem dritten Lebensjahrzehnt, wobei sie einen minderjährigen Nachfolger hinterließen. Das Phänomen erstreckt sich über neun Generationen. Ein Zufall ist da auszuschließen. Vermutlich liegt eine vererbbare Krankheit vor – welche ist unbekannt. Die Serie dieser frühen Tode setzt mit Reinhard III. (* 22. April 1412; † 20. April 1452 in Heidelberg) ein.

## Nachwirkung
Ein in Stein gehauenes Porträt von ihm und eines seines Bruders, Graf Balthasar von Hanau, schmückten das neue Tor der Altstadt Hanau. Sie gelangten später in das Museum des Hanauer Geschichtsvereins, wo sie im Zweiten Weltkrieg bei einem Bombenangriff am 19. März 1945 zerstört wurden.